# Ґульбіни
Ґульбіни (пол. Gulbiny) — село в Польщі, у гміні Бжузе Рипінського повіту Куявсько-Поморського воєводства.
Населення — 263 особи (2011).
У 1975-1998 роках село належало до Влоцлавського воєводства.

## Демографія
Демографічна структура станом на 31 березня 2011 року:
|          | Загалом | Допрацездатний вік | Працездатний вік | Постпрацездатний вік |
| -------- | ------- | ------------------ | ---------------- | -------------------- |
| Чоловіки | 122     | 29                 | 84               | 9                    |
| Жінки    | 141     | 35                 | 80               | 26                   |
| Разом    | 263     | 64                 | 164              | 35                   |